# Nicky Hill
Nicky Hill (sinh ngày 26 tháng 2 năm 1981) ở Accrington, Anh, là một cầu thủ bóng đá người Anh đã giải nghệ từng thi đấu ở vị trí hậu vệ cho Bury tại Football League.